# Negayan cerronegro
Negayan cerronegro là một loài nhện trong họ Anyphaenidae.
Loài này thuộc chi Negayan. Negayan cerronegro được miêu tả năm 2005 bởi Lopardo.